# Phantolabis lacustris
Phantolabis lacustris là một loài ruồi trong họ Limoniidae. Chúng phân bố ở miền Tân bắc.